# Obsessed (filme)
Obsessed (prt: Obsessão; bra: Obsessiva) é um filme estadunidense, do gênero suspense, dirigido por Steve Shill, lançado dia 24 de abril de 2009.
O filme apresenta em sua trama um casal Derek e Sharon Charles, cuja relação se torna tensa a partir do momento em que uma estagiária do escritório dele, Lisa Sheridan, desenvolve uma obsessão por Derek. O filme recebeu críticas bastante negativas, a maioria dos críticos apontaram a falta de interesse de Derek por Lisa como o ponto fraco do filme, embora a luta de Sharon e Lisa no final do filme tenha sido muito bem criticada, descrita como "muito bem coreografada".
Apesar da atuação de Beyoncé e Ali Larter serem criticadas, a dupla rendeu ao filme o 2010 MTV Movie Awards de melhor luta, o único prêmio do filme.

## Enredo
A história se passa na Califórnia. Derek Charles é o vice-presidente executivo da Gage Bendix, empresa de Joe Gage. Ele e sua esposa Sharon têm um filho, Kyle. Derek acaba de comprar uma casa de luxo em Altadena para viver com Sharon e seu filho. A primeira cena do filme é de Derek e Sharon conhecendo e visitando os cômodos da sua nova casa.
No trabalho, Derek flerta brevemente com a funcionária temporária Lisa Sheridan, que mais tarde tenta seduzir Derek. Derek repetidamente rejeita-a, no entanto Lisa continua a avançar em Derek, e tenta fazer que ele na festa "Natal Sem Cônjuge" tente assedia-la em seu carro. Com o intuito de fazer um relatório sobre Lisa, Derek acessa os arquivos de sua empresa na gestão de recursos humanos, e descobre que ela abandonou seu emprego.
Semanas depois, Derek e seus colegas de trabalho se hospedam em um resort para uma conferência, onde ele vê Lisa. Ele confronta Lisa, que coloca uma substância dopante na bebida de Derek. Incapacitado, Derek fica impotente quando Lisa segue-o em seu quarto de hotel e o beija.
No dia seguinte Derek, chega atrasado na conferência, ele não lembra muito bem o que aconteceu na noite passada, algum tempo depois, um funcionário diz a Derek que sua esposa se encontra no resort, Derek sai da conferência curioso, e se depara com Lisa, ele a confronta novamente, e diz para ela ir embora do hotel, horas mais tarde ele a descobre deitada em sua cama, ao tentar acorda-la, Derek descobre um vidro de comprimidos dopantes vazio, e percebe que Lisa tentou suicídio por meio de overdose de drogas. Derek chama a emergência e a leva para o hospital.
Depois de repetidas tentativas de encontrar Derek em seu telefone, Sharon liga para Ben, que conta o que aconteceu. Sharon encontra Derek no hospital, e suspeita que Derek e Lisa tenha um caso, como afirma Lisa. A detetive, Monica Reese, interroga Derek e torna-se cética em relação a reivindicações de Lisa, e informa Derek de sua crença nele. Depois de uma longa discussão Sharon manda Derek para fora de sua casa, e ele se muda para um apartamento separado. Sharon e Derek passam a se ver apenas quando ele vai pegar Kyle para passar um tempo. Em meio tempo, Monica, visita Derek em seu trabalho para fazer mais acusações entre-linhas o que deixa ele mais irritado. Após um tempo Derek percebe que a raiva de Sharon já passou e a convida para um jantar para comemorar o aniversário dele.

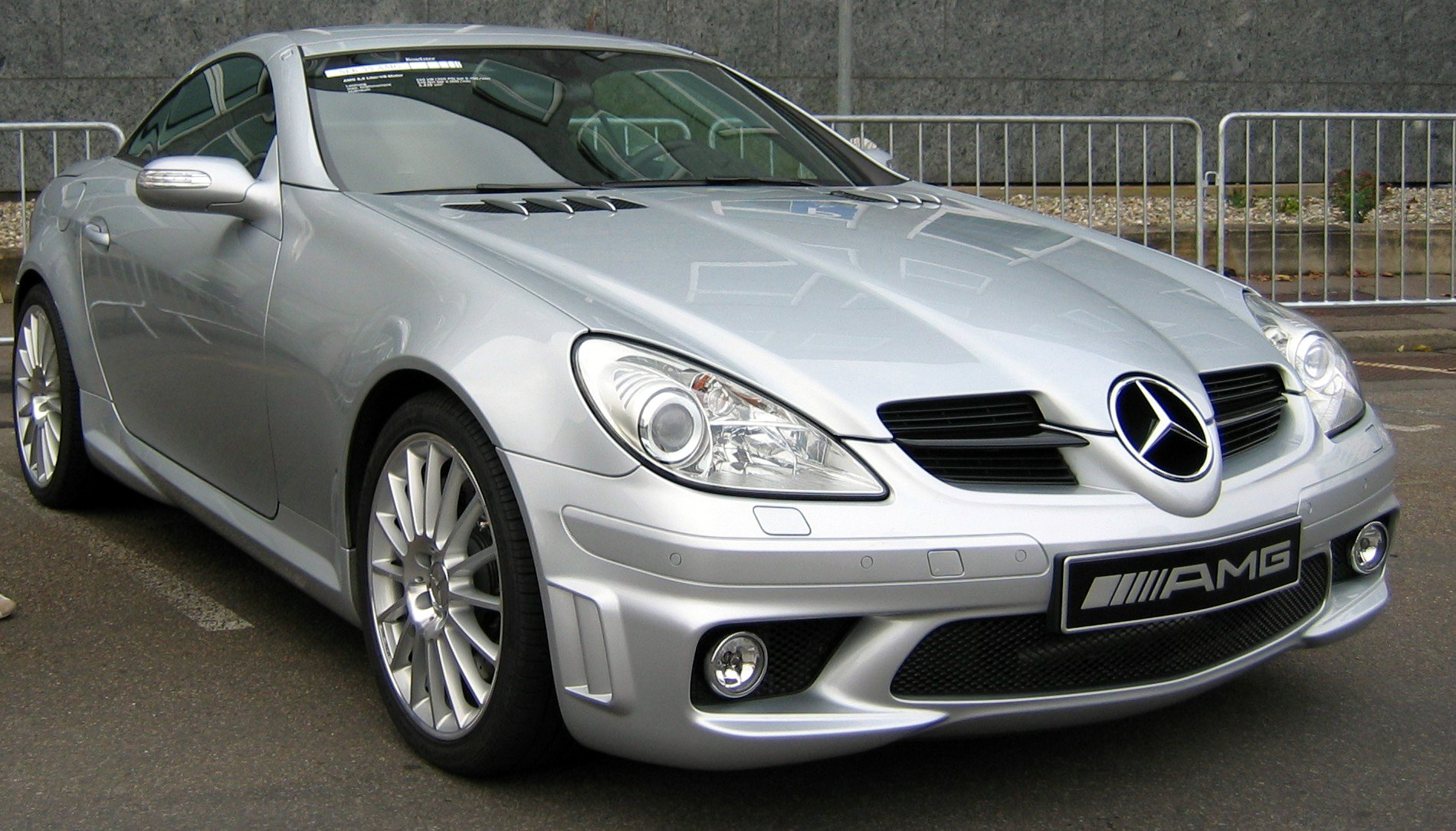
Exemplar do Mercedes-Benz que Derek dá a Sharon em troca da sua volta pra casa.

Enquanto Derek e Sharon estão jantando fora, Lisa vai até a casa do casal e engana a babá, Samantha, fazendo-a entender que é uma das amigas de Sharon, e sequestra com Kyle. Após um acordo de que, Derek só poderia voltar pra casa se desse o seu carro Mercedes-Benz para Sharon, eles se reconciliam e voltam pra casa juntos, lá Samantha diz que a sua amiga "Kate" veio para dar um presente a Kyle. Em pânico, Derek e Sharon correm para o quarto de Kyle e descobre que Kyle foi raptado. Derek vai para seu carro com a intenção de perseguir Lisa, e encontra Kyle sentado com segurança no banco de trás. Derek e Sharon vão imediatamente levar Kyle ao hospital para checar se tudo esta bem com o garoto, a detetive, Monica Reese, percebe que a verdadeira criminosa é Lisa, já que a mesma esquece sua bolsa dentro do carro de Derek. Quando voltam para casa, Derek e Sharon descobrem que Lisa destruiu todo o quarto e removeu o rosto de Sharon de um retrato de família, depois que Sharon deixa uma mensagem de voz ameaçador no telefone de Lisa. Derek e Sharon criou um sistema de alarme casa, enquanto Lisa espiona a casa de fora.
Dias depois, Lisa descobre que Derek e Sharon iram para longe da cidade, com Sharon deixando naquela tarde e Derek na manhã seguinte. Enquanto Sharon está a caminho de pegar Kyle, ela percebe que esqueceu de definir o sistema de alarme e volta para casa. Enquanto isso, Lisa invade sua casa e decora o quarto principal sedutoramente. Ao definir o alarme, Sharon ouve Lisa no quarto. Sharon diz a Lisa que irá chamar a polícia, mas Lisa tenta impedi-la e as duas se envolvem em uma briga. Derek liga para sua casa e Lisa atende, antes que os dois possam dizer algo Sharon toma o telefone de Lisa e diz calmamente para seu marido "Derek estou ocupada, depois eu te ligo", desesperado Derek liga para a Detetive Reese e imediatamente sai do seu escritório.
Após uma violenta briga no hall e nas escadas da casa, Lisa vê que vai perder a briga e corre para o sótão, e Sharon a segue ela. Sharon leva Lisa a um ponto fraco no chão do sótão, que ela cai completamente. Sharon sente remórço e pega a mão de Lisa para erguê-la, mas Lisa puxa Sharon para baixo ao invés de aceitar a ajuda. Vendo que o piso do sótão está começando cair, Sharon tenta tirar Lisa de seu braço. Lisa cai sobre um candelabro, parando a sua queda, como um pendulo humano Lisa fica balançando por alguns segundos, mas cai em cima da mesa de vidro abaixo, após alguns minutos Lisa abre os olhos, mas a queda do candelabro a mata. Derek e a Detetive Reese chegam quando Sharon está saindo. O filme termina quando Derek e Sharon abraçando enquanto o detetive Reese entra em sua casa para investigar ações de Lisa.

## Elenco
| Ator                   | Personagem            |
| ---------------------- | --------------------- |
| Idris Elba             | Derek Charles         |
| Ali Larter             | Lisa Sheridan         |
| Beyoncé Knowles        | Sharon Charles Mayers |
| Nathan e Nicolas Myers | Kyle Charles          |
| Jerry O'Connell        | Ben Dorel             |
| Christine Lahti        | Detetive Monica Reese |
| Scout Taylor-Compton   | Samantha Rose         |
| Matthew Humphreys      | Patrick Bos           |
| Bruce McGill           | Joe Gage              |
| Richard Ruccolo        | Hank Phils            |
| Ron Roggé              | Roger Oliver          |
| Meredith Roberts Quill | Connie Morris         |
| Catherine Munden       | Cocktail Waitress     |
| Dana Cuomo             | Rachel Marron         |
| Jon Rowland            | John Luisa            |
| Janora McDuffie        | Nurse Donna           |
| George Ketsios         | Hoteleiro Diler       |
| Bryan Ross             | Segurança Fil         |
| Nelson Mashita         | Doutor Poter          |
| Zachary Chitwood       | Garçom                |
| Robert Esser           | Paramédico            |
| Monica Ford            | Sally Romis           |
| Maria Lee              | Manobrista            |
| Bob Mundy              | Manobrista            |

Personagens
- Idris Elba  interpreta Derek Charles, um banqueiro de investimentos bem sucedido,[10] casado com Sharon e pai de Kyle.
- Ali Larter interpreta Lisa Sheridan, a funcionária temporária da empresa de Derek que fica obcecada por ele.[11] Para Gary Gosdstein do Los Angeles Times foi a pesonagem que fez o filme parecer uma cópia do filme Atração Fatal.[11]
- Beyoncé Knowles interpreta Sharon Charles ex-secretária e atual esposa de Derek.[10]
- Nathan e Nicolas Myers interpretam respectivamente Kyle Charles, o filho dos Charles.[12]
- Jerry O'Connell interpreta Ben, colega de trabalho de Derek.[9][12]
- Christine Lahti interpreta a Detetive Monica Reese, que não acredita nas afirmações de Derek, ao longo do filme, a personagem vem acreditar em Derek, após o sequestro relâmpago de Kyle, cometido por Lisa.[9]
- Scout Taylor-Compton interpreta Samantha babá de Kyle, que é enganada por Lisa, quando a mesma visita a casa dos Charles para raptar a criança.[9]
- Matthew Humphreys interpreta Patrick secretário de Derek,[9] que é substituído por Lisa quando entra de "licença médica".[9]
- Bruce McGill interpreta Joe Gage, presidente executivo da Gage Bendix[9] empresa em que Derek trabalha.
- Richard Ruccolo interpreta Hank funcionário da gestão de Recursos Humanos da Gage Bendix.[9]
- Ron Roggé interpreta Roger
- Meredith Roberts Quill interpreta Connie
- Catherine Munden interpreta Cocktail Waitress
- Dana Cuomo interpreta Rachel
- Jon Rowland interpreta John
- Janora McDuffie interpreta Nurse
- George Ketsios interpreta um Hoteleiro
- Bryan Ross interpreta um Segurança
- Nelson Mashita interpreta um Doutor
- Zachary Chitwood interpreta um Garçom (não creditado)
- Robert Esser interpreta um Paramédico (não creditado)
- Monica Ford interpreta Sally (não creditado)
- Maria Lee interpreta um Manobrista (não creditado)
- Bob Mundy interpreta um Manobrista (não creditado)

## Música
A trilha sonora para Obsessiva foi escrito por James Dooley  As músicas da trilha sonora de Obsessed são "Any Other Day"  (Wyclef Jean e Norah Jones), "Black and Gold " (Sam Sparro), "Soul Food" (Martina Topley-Bird), "American Boy" (Estelle), "Jolly Holly (Deck the Halls)" (Mike Strickland), "I'm Gonna Getcha" (Crudo), "The Christmas Song" (Marcus Miller), "Play That Funky Music" (Wild Cherry), "Have Yourself a Merry Little Christmas" (Ruben Studdard e Tamyra Gray), "Wild Thing" (Tone Loc), "Oye Al Desierto" (With the Quickness), "Destiny"(Zero 7), "Meet the Brilhante" (Draque Bozung), "Golden"(Jill Scott ), "Bambool Wall" (Patch), e "Smash into You" (Beyoncé).

## Prêmios e indicações
| Cerimônia          | Categoria                                   | Nomeação                     | Resultado |
| ------------------ | ------------------------------------------- | ---------------------------- | --------- |
| BET Awards         | Best Actress (também por: Cadillac Records) | Beyoncé Knowles              | Indicado  |
| Teen Choice Awards | Choice Movie Actress: Drama                 | Beyoncé Knowles              | Indicado  |
| Teen Choice Awards | Choice Movie Rumble                         | Beyoncé Knowles e Ali Larter | Indicado  |
| Teen Choice Awards | Choice Movie: Drama                         | Choice Movie: Drama          | Indicado  |
| MTV Movie Awards   | Best Fight                                  | Beyoncé Knowles e Ali Larter | Venceu    |
| NAACP Image Award  | Outstanding Actor in a Motion Picture       | Idris Elba                   | Indicado  |